# アソシエーション (天文学)
アソシエーション（A stellar association）は、同じ起源を持ち、重力的な束縛からは解放されているが、未だ宇宙空間を共に移動している恒星で構成される、非常に緩やかな散開星団である。同じアソシエーションに属する星であるか否かは、移動方向と星の年齢によって識別される。また、星間物質の化学組成もアソシエーションの識別に使用される。
アソシエーションは、1947年にアルメニアの天文学者ヴィクトル・アンバルツミャンによって最初に発見された。
アソシエーションの名称は、それらが属する星座の名前、アソシエーションのタイプ、識別数字などから名づけられる。

## 種類
アンバルツミャンは当初、構成する星の特性に基づいてOB型とT型の2種類にアソシエーションを分類した。3つ目のグループ、反射星雲を照らし出すタイプのR型は、後にカナダの天文学者シドニー・バンデンバーグによって提唱された。
OB型、T型、R型のそれぞれのアソシエーションは、若い星の分類が連続しているようであるが、それが進化の系列を示しているのか、それとも他の要因が働いているのか、現在のところ不明である。
いくつかのグループはOB型とT型の両方の特性を示しており、分類は必ずしも明確ではない。

### OB型アソシエーション
若いアソシエーションはO及びBのスペクトル型を持つ10～100個の大質量星を含んでおり、これらはOB型アソシエーションとして知られる。さらに、これらのアソシエーションは数百から数千の低質量星、中間質量星も含んでいる。アソシエーションに属する星は巨大分子雲の中の同じ狭い領域で形成されたと考えられている。一旦周囲の宇宙塵やガスが吹き飛ばされれば、残った星は解放され、バラバラに動き出す。天の川銀河の大多数の星はOB型アソシエーションで形成されたと考えられている。O型の星は寿命が短く、およそ100万年ほどで超新星として生涯を終える。結果として、OB型アソシエーションは一般に数百万年以内に寿命を終える。アソシエーション内のO型、Bの恒星は1000万年以内に燃料を燃やし尽くしてしまう。
ヒッパルコス衛星により、太陽系から650パーセク以内に12個のOB型アソシエーションの存在が観測されている。最も近いOB型アソシエーションはさそり－ケンタウルスOB型アソシエーションで、太陽系から約400光年の位置に発見された。OB型アソシエーションは大マゼラン雲やアンドロメダ銀河にも発見されている。これらのアソシエーションはかなり希薄で、直径約1500光年ほどの範囲に広がっている。

### T型アソシエーション
若い星のグループは、まだ主系列星に加わる段階にあるTタウリ型星を含んでいる。
Tタウリ星の1000ほどのまばらな集まりは、T型アソシエーションとして知られる。最も近い例は、太陽系から140パーセクの距離にある「おうし－ぎょしゃT型アソシエーション」である。その他のT型アソシエーションの事例としては、「みなみのかんむりR星T型アソシエーション」「カメレオンT型アソシエーション」「ほT型アソシエーション」がある。
T型アソシエーションはしばしばそれらが生じた分子雲の近くで発見される。いくつかのT型アソシエーションではO型、B型の星も含んでいる。

### R型アソシエーション
反射星雲を照らすタイプのアソシエーションはR型アソシエーションと呼ばれる。この呼び名は、星雲内の星の分布が均一でないことを発見したシドニー・バンデンバーグによって提唱された。
このアソシエーションには、それが生成された星間分子雲を分散させるほど重くない主系列星が多く存在している。これは周囲の暗黒星雲の特性について天文学者たちが調査する助けとなっている。
R型アソシエーションはOB型アソシエーションより数多くあるため、銀河の渦状腕の構造を突きとめるのに用いられている。
R型アソシエーションの一例として、太陽系から830±50パーセクの距離にある「いっかくじゅうR型アソシエーション」が挙げられる。